# Avril Lavigne
Avril Ramona Lavigne (sinh ngày 27 tháng 9 năm 1984), thường được biết đến với tên gọi Avril Lavigne, là một nữ ca sĩ-nhạc sĩ người Canada. Cô sinh ra tại Belleville, Ontario nhưng tuổi thơ cô lại gắn liền với thị trấn nhỏ Napanee. Ở tuổi 15, cô đã được xuất hiện trên sân khấu cùng với Shania Twain; đến năm 16 tuổi, cô ký một hợp đồng thu âm 2 album với hãng ghi âm Arista Records và thu được 2 triệu đô-la. Trong năm 2002, khi cô gần 17 tuổi, Lavigne xâm nhập vào thị trường âm nhạc ra mắt album Let Go. Kề từ khi album đột phá cô đã bán được hơn 40 triệu album và hơn 50 triệu đĩa đơn trên toàn thế giới. Cô được mệnh danh là "nữ hoàng nhạc pop punk".
Let Go giúp Lavigne trở thành nữ nghệ sĩ solo đầu tiên giành được ngôi vị quán quân ở Anh, album đã được chứng nhận bốn đĩa Bạch kim bởi Hiệp hội Công nghiệp Ghi âm Hoa Kỳ (RIAA). Tới năm 2009, album đã bán được tổng cộng hơn 16 triệu bản trên toàn thế giới. Đĩa đơn đột phá của cô, "Complicated", cũng giống như Let Go, đã giành được vị trí quán quân trên bảng xếp hạng của nhiều quốc gia trên toàn thế giới. Album thứ hai của Lavigne, Under My Skin, được phát hành năm 2004 và cũng là album đầu tiên của cô giành được ngôi vị quán quân trên bảng xếp hạng Billboard 200 của Mỹ, đã nhanh chóng đạt doanh số hơn 10 triệu bản trên toàn thế giới. The Best Damn Thing, album thứ ba của Lavigne và được phát hành trong năm 2007, đã nhanh chóng trở thành album thứ ba của cô leo lên vị trí quán quân trên bảng xếp hạng UK Albums Chart. Đĩa đơn đầu tiên của album, "Girlfriend", là đĩa đơn đầu tiên của Lavigne giành được vị trí quán quân trên bảng xếp hạng Billboard Hot 100 của Mỹ. Lavigne đã có tổng cộng sáu đĩa đơn quán quân trên toàn thế giới, đó là "Complicated", "Sk8er Boi", "I'm with You", "My Happy Ending", "Nobody's Home", và "Girlfriend". Với hơn 34 triệu bản album được tiêu thụ toàn cầu, cô trở thành một trong những nghệ sĩ có album phát hành bán chạy nhất tại Mỹ, với hơn 11 triệu album được chứng nhận bởi RIAA. Album phòng thu thứ tư của Lavigne, Goodbye Lullaby, được phát hành vào tháng 3 năm 2011. Goodbye Lullaby giúp Lavigne có được bốn album lọt vào top 10 trên bảng xếp hạng Billboard 200 và UK Albums Chart, và cũng là album thứ ba của cô đạt được ngôi vị quán quân ở Nhật và Úc. Chỉ ba tháng sau khi phát hành Goodbye Lullaby, Lavigne đã bắt đầu làm việc cho album phòng thu thứ năm của mình, album được phát hành bởi hãng ghi âm Epic Records, sau khi cô rời khỏi RCA Records.
Ngoài công việc thu âm, Lavigne cũng theo đuổi sự nghiệp diễn xuất bằng một số vai diễn trong các bộ phim hành động, và đồng thời cô cũng thực hiện công việc thiết kế thời trang và nước hoa. Cô từng tham gia lồng tiếng cho một nhân vật trong bộ phim năm 2006, Over the Hedge. Cũng trong năm đó, cô ra mắt công chúng trên màn ảnh rộng với bộ phim Fast Food Nation. Năm 2008, cô giới thiệu tới mọi người thương hiệu thời trang của riêng cô, Abbey Dawn, và tới năm 2009, cô phát hành sản phẩm nước hoa đầu tiên, Black Star, tiếp sau đó là Forbidden Rose năm 2010, 
và cuối cùng, sản phẩm nước hoa thứ ba của cô, Wild Rose, được phát hành năm 2011. Tháng 6, 2006, Lavigne tổ chức lễ cưới với người bạn trai hai năm của cô, Deryck Whibley, ca sĩ hát chính và cũng là guitar trưởng của ban nhạc Sum 41. Cuộc hôn nhân của họ chỉ kéo dài hơn ba năm, và trong tháng 10 năm 2009, Lavigne đã đệ đơn ly dị. Dù vậy, Whibley và Lavigne vẫn tiếp tục làm việc cùng nhau, với Whibley là nhà sản xuất cho album phòng thu thứ tư của cô, cùng với đĩa đơn "Alice", được sáng tác riêng cho bộ phim Alice ở Xứ sở Thần tiên của đạo diễn Tim Burton.

## Thời thơ ấu
Lavigne chào đời vào ngày 27 tháng 9 năm 1984 tại Belleville, Ontario, Canada. Bố mẹ của cô là Judy và John Lavigne. Mẹ của Lavigne là người đầu tiên phát hiện ra tài năng của cô. Năm 2 tuổi Avril đã bắt đầu hát cùng với mẹ trong những bản nhạc thánh ca ở nhà thờ. Năm Avril 5 tuổi gia đình cô đã chuyển đến Napanee, một thị trấn nhỏ ở tiểu bang Ontairio.
Năm 1998 Avril đã giành chiến thắng trong cuộc thi tìm kiếm ca sĩ hát cùng với Shania Twain trong tour diễn của Twain ở Canada. Avril xuất hiện trên sân khấu và chiếm được cảm tình của khán giả đồng thời lọt vào mắt của nhà quản lý chuyên nghiệp, ông Cliff Fabri, người quản lý đầu tiên của cô.
Sau khi nhận ra khả năng tiềm tàng của Avril, hãng Arista A&R bắt đầu tung mạng lưới tìm kiếm mở rộng, bắt tay với nhà sản xuất kiêm nhạc sĩ Curt Frasca và Sabelle Breer nhằm giúp giọng ca của cô tỏa sáng hơn nữa. Abum đầu tay Let Go được ra đời đã đánh dấu cột mốc thành công trong sự nghiệp của Lavigne

## Sự nghiệp âm nhạc

### 2000–03:Let Go
Let Go xuất hiện ở vị trí thứ 2 trên bảng xếp hạng Billboard 200, vị trí quán quân trên bảng xếp hạng album ở Úc, Canada và Vương quốc Anh. Ở tuổi 17, Avril trở thành nữ nghệ sĩ trẻ tuổi nhất có album đứng đầu trên bảng xếp hạng album ở Vương quốc Anh tính vào thời điểm đó.
Let Go là một album pop/rock trong đó có những ca khúc mang âm hưởng của altermative rock.
Sau 6 tháng, "Let Go" đã được hiệp hội ghi âm Mỹ (RIAA) công nhận 4 đĩa bạch kim. Cuối năm 2002 với hơn 7,5 triệu album bán được Avril trở thành nữ nghệ sĩ có album bán chạy nhất năm. Tính đến năm 2007 "Let Go" đã tiêu thụ được 16 triệu bản trên toàn thế giới.
Abum Let Go có tổng cộng 4 đĩa đơn. Đĩa đơn đầu tiên là "Complicated", chiếm giữ vị trí quán quân trên bảng xếp hạng đĩa đơn ở Úc và á quân trên Billboard Hot 100, đây cũng là một trong những ca khúc bán chạy nhất ở Canada năm 2002. Hai đĩa đơn tiếp theo là "Sk8er Boi" lọt vào Top 10 ở Mỹ, Úc và "I'm with You" lọt vào Top 5 ở Mỹ và top 10 ở Vương quốc Anh. Đĩa đơn thứ tư là "Losing Grip" giành được vị trí quán quân ở Đài Loan và top 10 ở Chile.
Thành công từ album đầu tay này đã mang lại cho Avril danh hiệu nữ nghệ sĩ trẻ tài năng nhất trong lễ trao giải MTV Video Music Awards năm 2002 cùng với 8 đề cử Grammy và danh hiệu nghệ sĩ pop/rock xuất sắc của giải thưởng World Music Awards. Album này cũng lọt vào top 100 album bán chạy nhất mọi thời đại do website Mediatraffic.de thống kê.

### 2004–05:Under My Skin

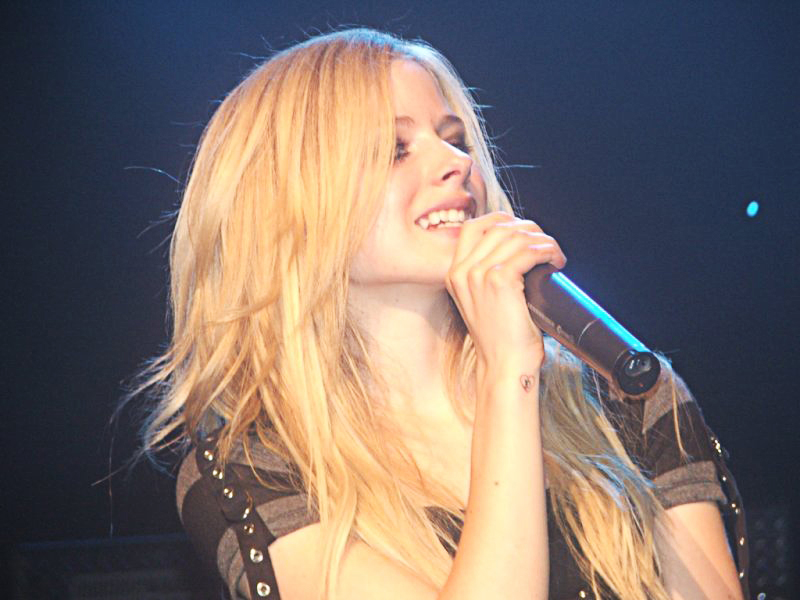
Avril biểu diễn tại Genève tháng 9 năm 2005

Album thứ hai của Avril mang tên Under My Skin, được phát hành vào ngày 25 tháng 5 năm 2004 và nhanh chóng chiếm giữ vị trí quán quân trên các bảng xếp hạng ở Hoa Kỳ, Anh, Nhật Bản, Đức, Australia, Canada, México, Thụy Điển, Ailen, Thái Lan, Hàn Quốc và Hồng Kông. Album đã bán được 380.000 bản ngay trong tuần đầu phát hành tại Hoa Kỳ. Phần lớn các ca khúc trong album đều là những sáng tác hoặc đồng sáng tác của Avril cùng với nhạc sĩ người Canada Chatal Kreviazuk.. "Under My Skin" mang đậm chất alternative với nhiều ca khúc mạnh mẽ và sâu lắng đã tạo nên một phong cách hoàn toàn mới trong âm nhạc của Avril.. Đĩa đơn đầu tiên trong album là "Don't Tell Me", dành quán quân ở Argentina, Mexico và lọt vào top 5 ở UK, Canada, top 10 ở Australia, Brazil. "My Happy Ending" là đĩa đơn thứ hai, single này một lần nữa dành quán quân ở Mexico và lọt cào top 10 trên US Billboard Hot 100. Đĩa đơn thứ ba là "Nobody's Home", mặc dù không lọt vào top 40 ở Mĩ nhưng single này lại rất thành công ở Mexico và Argentina. "He Wasn't" là đĩa đơn thứ tư, single này lọt vào top 30 ở UK và Australia nhưng không được phát hành ở Hoa Kỳ. "Fall To Pieces" là đĩa đơn cuối cùng trong album tuy nhiên nó không được thành công như những single đã phát hành trước đó. Tính đến cuối năm 2007 album "Under My Skin" đã bán được hơn 10 triệu bản trên toàn thế giới.
Với những thành công từ "Under My Skin", Avril đã giành chiến thắng trong lễ trao giải World Music Awards 2004 cho hạng mục nghệ sĩ pop/rock xuất sắc nhất và nghệ sĩ Canada có album bán chạy nhất. Trong năm 2005, Avril đã giành chiến thắng ở 3 trong số 5 để cử của giải thưởng âm nhạc Canada Juno Awards cùng với giải thưởng nữ nghệ sĩ được yêu thích nhất trong lễ trao giải Nickelodeon Kid's Choice. Cũng trong năm này, Avril đã thực hiện một số chuyến lưu diễn nhỏ ở một vài quốc gia trên thế giới. Năm 2006 Lavigne được chọn làm gương mặt đại diện cho Canada tham gia vào lễ bế mạc Thế Vận Hội Mùa Đông 2006 ở Torino, Ý.

### 2006–08:The Best Damn Thing

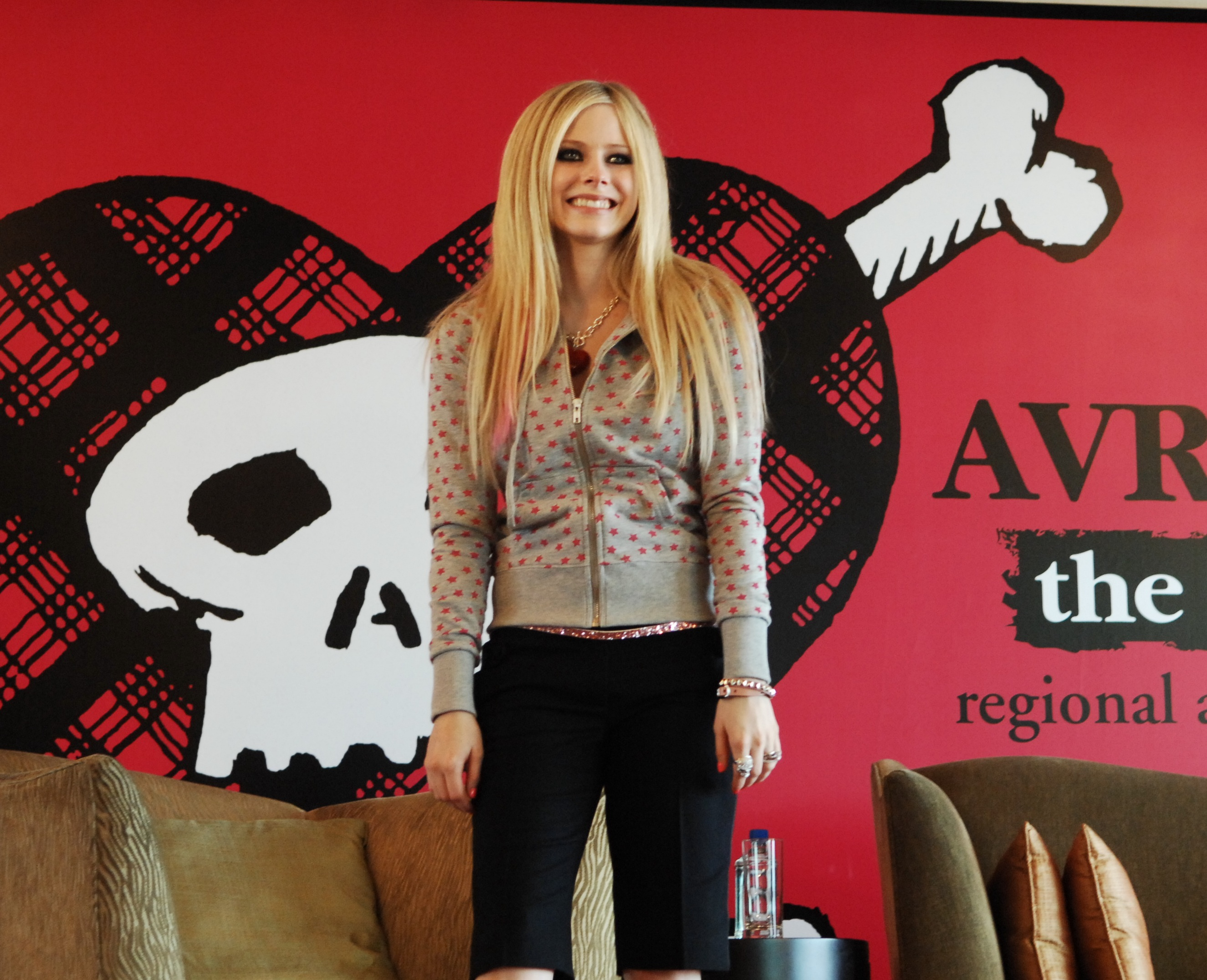
Avril quảng cáo cho The Best Damn Thing tại Hồng Kông

The Best Damn Thing là album thứ ba trong sự nghiệp ca hát của Avril. Album này được phát hành vào ngày 17 tháng 4 năm 2007 và dành quán quân 2 tuần liên tục trên bảng xếp hạng US Billboard Hot 200 của Hoa Kỳ. Album này được sản xuất bởi Dr.Luke, Lavigne và chồng cô: Deryck Whibley, nhóm trưởng của ban nhạc rock Sum 41. "The Best Damn Thing" là một album punk-pop với nhiều ca khúc mùa hè sôi động, "Girlfriend" là đĩa đơn đầu tiên trong album, single này đã giúp cho Avril lần đầu tiên giành được vị trí quán quân trên US Billboard Hot 100, và đây đĩa cũng được xem là đĩa đơn thành công nhất trong sự nghiệp của Avril nếu xét về mặt thương mại. "When You're Gone" được chọn làm làm đĩa đơn thứ hai, mặc dù ca khúc này chỉ có thể lọt vào top 25 ở Hoa Kỳ nhưng rất thành công ở châu Âu, châu Á, Australia và Canada. Đĩa đơn thứ ba mang tên "Hot", single này đã lọt vào top 10 ở Canada, Chile và Argentina. Đĩa đơn cuối cùng trong album là "The Best Damn Thing", được phát hành vào đầu tháng 6 năm 2008. Tính đến tháng 10 năm 2008 album đã bán được 6 triệu bản ở trên toàn thế giới

### 2009–11:Goodbye Lullaby
Album thứ tư của Avril Lavigne - "Goodbye Lullaby" chính thức được phát hành vào ngày 8/3/2011. Album này là kết quả từ quá trình làm việc và hợp tác lâu dài của Avril với một loạt các nhạc sĩ như: Deryck Whibley, Evan Taubenfeld, Butch Walker, Max Martin... Đĩa đơn đầu tiên của album là "What the Hell" được phát hành vào đầu tháng 1/2011, sau đó là "Smile". Album có sự thành công ở thị trường châu Á-Thái Bình Dương. Trong album này Avril thể hiện một ca sĩ chín chắn hơn với nhưng bản acoustic nhẹ nhàng. Tuy nhiên hai single là "What the Hell","Smile" lại đưa đến người nghe một sôi nổi, mạnh mẽ không thể nhầm lẫn của cô ca sĩ cá tính này.

### 2011-17:Avril Lavigne
Ba tháng sau khi phát hành "Goodbye Lullaby" Avril Lavigne thông báo rằng công việc thu âm cho album thứ năm: Avril Lavigne của cô đã bắt đầu với tám ca khúc đã được viết. Album phát hành trong năm 2013. Lavigne nói: "Tôi đã viết các ca khúc mà tôi biết nó sẽ trở thành các đĩa đơn thành công". Sau đó, tháng 7 năm 2011 Lavigne cho biết tựa đề của hai ca khúc thuộc album thứ năm này, đó là "Fine" và "Gone".

### 2018:Head Above Water
Sau 5 năm ở ẩn chống chọi với bệnh lyme, Avril Lavigne đã trở lại ca hát với ca khúc và album cùng tên "Head Above Water", ca khúc mà cô đã viết trong một buổi đêm đau đớn vì bệnh tật. Sau đó cô cũng ra đĩa đơn thứ 2 trong album: "Tell Me It's Over", đĩa đơn thứ 3 "Dumb Blonde" ca khúc có sự góp giọng của nữa rapper Nicki Minaj và thứ 4 là "I Fell in Love with the Devil".
Ngày 28 tháng 6 năm 2019 Avril đã thông báo chính thức thực hiện tour diễn vòng quanh Bắc Mỹ Head Above Water Tour sẽ bắt đầu vào ngày 14 tháng 9 năm 2019.
Lavigne phát hành bài hát "We Are Warriors" cùng video âm nhạc vào ngày 30 tháng 4 năm 2020. Video bao gồm các hình ảnh về đại dịch COVID-19, cho thấy các bác sĩ là những chiến binh.

## Sự nghiệp điện ảnh
Năm 2006 Avril được mời lồng tiếng cho bộ phim hoạt hình "Over The Hedge", với cốt truyện được xây dựng từ một bộ truyện tranh nổi tiếng cùng tên. Trong phim này Avril đã tham gia làm việc với nhiều diễn viên nổi tiếng như: William Shatner, Bruce Willis, Garry Shandling, Wanda Sykes, Nick Nolte và Steve Carell. Năm 2007, Avril được diễn xuất cùng với Richard Gere trong bộ phim "The Flock", cô vào vai người bạn gái của một tên tội phạm. Và dự án điện ảnh thứ ba của Avril là vào vai chính trong "Fast Food Nation", bộ phim có kịch bản dựa trên một cuốn truyện yêu thích của cô ấy. Lavigne đã sáng tác và ghi âm "Keep Holding On", bài hát được chọn làm nhạc nền cho bộ phim "Eragon", ca khúc này cũng được phát hành dưới dạng đĩa đơn và xuất hiện trong album "The Best Damn Thing". Ngoài ra Avril còn xuất hiện trong phần giữa của bộ phim truyền hình dài tập "Sabrina, the Teenage Witch", một bộ phim rất được giới trẻ thế giới yêu thích, trong phim này Avril đã xuất hiện tổng cộng 149 lần và trình diễn ca khúc "Sk8er Boi" cùng với các thành viên trong ban nhạc của mình.

### Danh sách các phim đã tham gia
| Năm  | Tên phim                   | Vai diễn      | Ghi chú                                          |
| ---- | -------------------------- | ------------- | ------------------------------------------------ |
| 2002 | Sabrina, the Teenage Witch | Avril         | Ngôi sao khách mời, trình diễn ca khúc Sk8er Boi |
| 2004 | Going the Distance         | Avril         | Khách mời; trình diễn ca khúc "Losing Grip"      |
| 2004 | Madtv                      | Avril         | Khách mời                                        |
| 2006 | Fast Food Nation           | Alice         | Một nhà chính trị gia                            |
| 2006 | Over the Hedge             | Heather       | Lồng tiếng                                       |
| 2007 | The Flock                  | Beatrice Bell | Bạn gái của một tên tội phạm                     |

## Phong cách âm nhạc
Trên trang thông tin MySpace của mình, Avril khẳng định rằng thể loại âm nhạc của cô ấy là Pop/Punk/Rock. Nhưng tạp chí All Music Guide và một số nhà phê bình khác cho rằng phong cách âm nhạc của cô ấy là: "Punk, Punk-pop, Pop/Rock, Alternative Rock, Alternative Pop-Rock, Modern Rock và Post-Grunge". Tuy nhiên Avril thường phát biểu rằng cô không phải là một ca sĩ hát nhạc Punk và cô cũng không muốn bị ràng buộc như vậy. Lavigne đã tỏ thái độ tức giận khi có người xem cô như một "Sk8er Punk". Quê hương của Avril là nơi khởi nguồn của nhiều ban nhóm hát nhạc punk (chẳng hạn như Sid Vicious), nhưng âm nhạc của cô ấy chỉ chịu ảnh hưởng một phần của thể loại punk năm 1970.

## Cuộc sống và cá tính
Lavigne có mối quan hệ lãng mạn với tay guitar Jesse Colburn, trong ban nhạc của mình. Cô coi anh là bạn trai đầu tiên trong cuộc đời. Sau khi chia tay, Colburn rời ban nhạc.
Đầu năm 2004, Lavigne bắt đầu hẹn hò với bạn đồng nghiệp, ca sĩ người Canada, Deryck Whibley, thành viên trưởng của ban nhạc rock Sum 41. Whibley trở thành bạn trai thứ hai của cô. Đến tháng 6 năm 2005, Whibley bất ngờ cầu hôn Lavigne trong một chuyến đi sang Venezia. Hai người đã có một buổi dã ngoại lãng mạn sau đó. Ngày 15 tháng 7 năm 2006, Lavigne và Deryck đã tổ chức một đám cưới đơn giản tại tư trang ở thành phố biển Montecito, California. Lavigne mặc chiếc váy cưới của Vera Wang và mang trên tay những bông hồng trắng. Whibley mặc trang phục của Hugo Boss và được hộ tống bởi bốn phù rể. Có khoảng 110 vị khách quý tham dự buổi lễ đặc biệt này. Tuy nhiên, cuối năm 2009 hai người đã chia tay sau 3 năm chung sống. Hôn nhân của cô chính thức kết thúc ngày 16 tháng 11 năm 2010.
Avril được nhiều người chú ý bởi phong cách trình diễn rất lôi cuốn và cá tính mạnh mẽ của mình, cô thường được so sánh với nữ ca sĩ nhạc rock người Canada Alanis Morissette, Avril cũng tự nhận mình có đôi chút ảnh hưởng từ âm nhạc của Alanis. Trong một lần được làm khách mời phỏng vấn của tạp chí Q&A, Lavigne đã phát biểu rằng ca khúc mà cô yêu thích là "Hey Ya" của Outkast. Ngoài ra cô còn rất thích nghe nhạc của Third Eye Blind, Oasis, Marilyn Manson, System of a Down và Blink-182, đặc biệt là ca khúc "I Miss You".

## Danh sách phim
| Năm  | Tên                        | Vai                      | Ghi chú                                           |
| ---- | -------------------------- | ------------------------ | ------------------------------------------------- |
| 2002 | Sabrina, the Teenage Witch | Chính cô                 | Khách mời; biểu diễn "Sk8er Boi"                  |
| 2003 | Saturday Night Live        | Chính cô                 | Season 28, episode 9: "Jeff Gordon/Avril Lavigne" |
| 2004 | Going the Distance         | Chính cô                 | Khách mời; biểu diễn "Losing Grip"                |
| 2006 | Fast Food Nation           | Alice                    | Nhà hoạt động ở trường trung học                  |
| 2006 | Over the Hedge             | Heather                  | Lồng tiếng                                        |
| 2007 | The Flock                  | Beatrice Bell            | Bạn gái của Suspect                               |
| 2010 | American Idol              | Chính cô                 | Giám khảo khách mời (cuộc thi ở L.A.)             |
| 2011 | Majors & Minors            | Chính cô                 | Cố vấn khách mời                                  |
| 2012 | Katy Perry: Part of Me     | Chính cô                 |                                                   |
| 2018 | Charming                   | Snow White (lồng tiêdng) |                                                   |
| 2022 | Good Mourning              | Chính cô                 |                                                   |
| 2024 | Angry Birds Mystery Island | Tuba                     |                                                   |

## Danh sách đĩa nhạc
- Let Go (2002)
- Under My Skin (2004)
- The Best Damn Thing (2007)
- Goodbye Lullaby (2011)
- Avril Lavigne (2013)
- Head Above Water (2019)
- Love Sux (2022)